# Thierry Poiraud
Pour les articles homonymes, voir Poiraud.
Thierry Poiraud est un réalisateur et scénariste français né à Nantes. Il a entre autres réalisé et écrit le scénario du film Atomik Circus, le retour de James Bataille (avec Benoît Poelvoorde et Vanessa Paradis), en compagnie de son frère Didier.
Il a également réalisé des publicités.
En 2007, Il réalise avec son frère Didier le film de la tournée Divinidylle de Vanessa Paradis. Le film, enregistré lors du concert à Bercy, se présente comme un documentaire qui montre au public le travail qu'il a fallu à Vanessa Paradis et ses musiciens pour adapter l'album Divinidylle sur scène. À sa sortie, c'est un succès, il remporte même une Victoire de la musique dans la catégorie meilleur DVD musical de l'année.
Il réalise la 2e partie de la comédie horrifique Goal of the dead, qui sort en 2014.
Il finalise en 2014 la réalisation de Don't Grow Up, un survival horrifique dans lequel un groupe d'adolescents doit faire face à des enragés.

## Filmographie

### Réalisateur
- 1994 : Les escarpins sauvages (court métrage)
- 1997 : Duvetman (court métrage)
- 1998 : Meurtre d'un broutemécouilles chinois (court métrage)
- 2003 : Das fantastische Nacht (court métrage)
- 2004 : Atomik Circus, le retour de James Bataille
- 2008 : Vanessa Paradis: Divinidylle Tour (documentaire)
- 2014 : Goal of the dead
- 2015 : Don't Grow Up
- 2017 : Zone Blanche co-réalisé avec Julien Despaux
- 2022 : Infiniti

## Distinctions
- Festival des créations télévisuelles de Luchon 2017 : Prix du meilleur réalisateur pour Zone Blanche